# Žito (kouzelník)

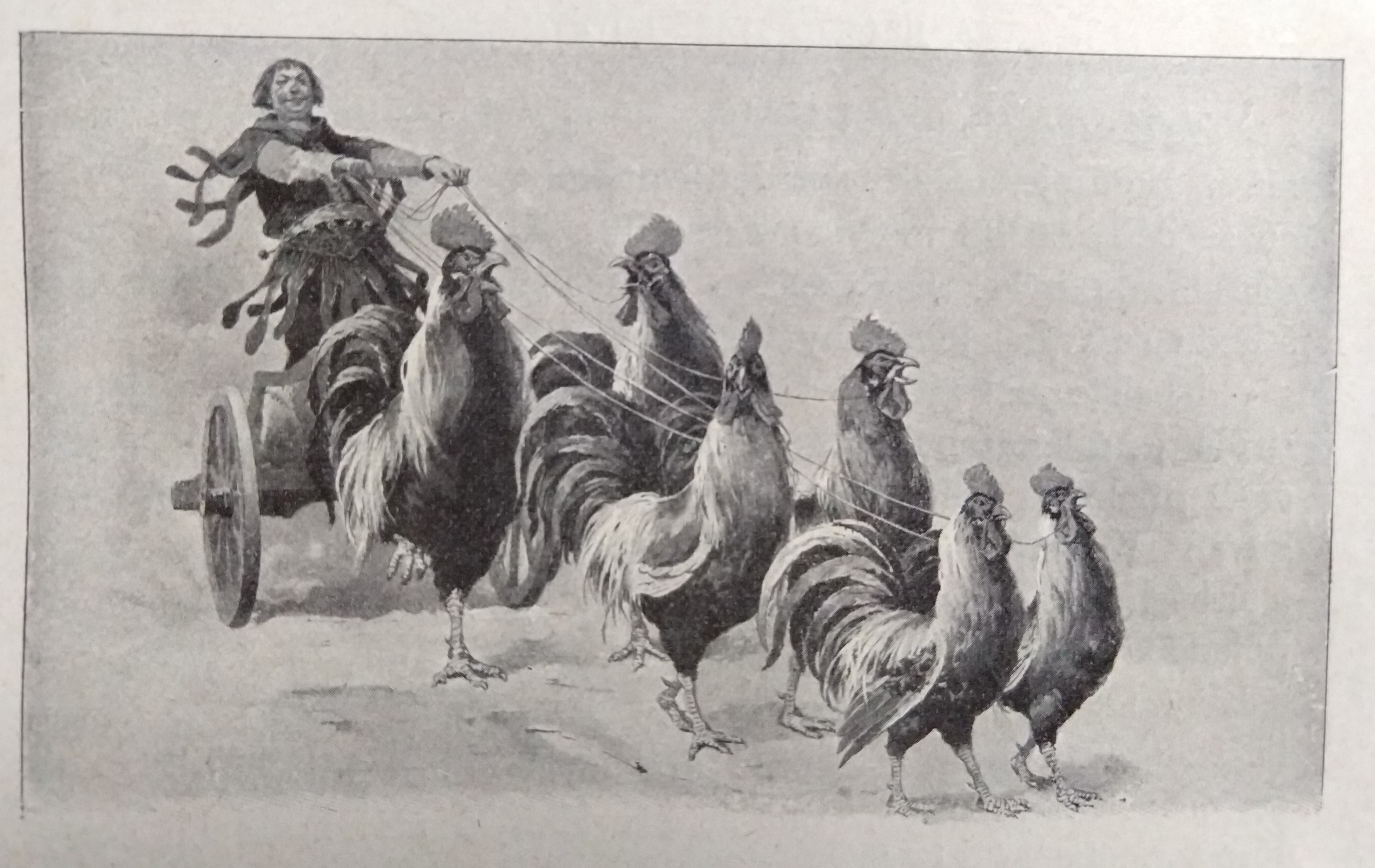
Kouzelník Žito (ilustrace knihy Staré pověsti české)

Žito (někdy psáno i Zíta) je jméno kouzelníka, který dle pověsti žil na dvoře českého krále Václava IV. (1361–1419).

## Nejstarší zaznamenání pověsti
V historických pramenech 14. a 15. století není o kouzelníku Žitovi žádná zmínka. Lidé tohoto jména sice v době krále Václava IV. existovali, ale není doložen jejich vztah k magii nebo kejklířství. Ani rozsáhlá Kronika česká Václava Hájka z Libočan, která byla vydána v roce 1541, se o Žitovi nezmiňuje. K roku 1392 se však v této kronice vypráví o soupeření českých a porýnských kejklířů, což mohl být jeden ze zdrojů pověsti o Žitovi.
V roce 1552 vydal Jan Skála z Doubravky a Hradiště, zkráceně zvaný Dubravius (1486–1553), latinsky psanou knihu Dějiny Království českého v 33 knihách (Historiae regni Boiemiae). Dubravius byl olomouckým biskupem a toto dílo věnoval nastupujícímu králi Maxmiliánovi.
Dubraviovy cíle nebyly vědecké z pohledu dnešní historiografie. Chtěl seznámit panovníka s historií království, ale především se snažil ukázat na činech významných osobností českých dějin, jakých zásad se má mladý král držet. Informace o historických událostech tak měly spíše dokladovou funkci a autor je ponejvíce převzal z již zmíněné kroniky Hájkovy. Dubravius chtěl čtenáře také pobavit, proto do knihy začlenil i rozsáhlejší epické celky. Takovou zábavnou vložkou je zřejmě i vyprávění o kouzelníku Žitovi, které autor zařadil do 23. knihy svých Dějin.

## Pověst o Žitovi u Dubravia (stručný obsah)
Zkazka o Žitovi je přiřazena ke zprávě o svatbě krále Václava IV. s Žofií Bavorskou (1389). Bavorský kníže přivezl s sebou do Prahy několik kejklířů a podobných lidí, kteří měli krále a obecenstvo obveselovat. Když bavorští kejklíři prováděli své kousky, vystoupil ze zástupu diváků Žito, kouzelník krále Václava IV. (Venceslai magus), otevřel svá široká ústa a spolkl cizího kejklíře, jen zablácené škorně (boty) vyplivl. Potom ho vyvrhl do vody, takže bavorský kejklíř byl celý promáčený.
A Dubravius připojuje další historky. Žito měnil kouzelně svou podobu, ukazoval se ve skvostných hedvábných šatech jako král a v okamžiku byl zase v chudobném oděvu. Místo aby vedle krále šel, plaval vedle něho, jako by byl ve vodě. Když jel král ve voze taženém koňmi, doprovázel ho Žito v povozu, ve kterém byli zapřaženi kohouti.
Následují divné kousky, které vyváděl Žito při hodování, kdy dvořanovi, který po pokrmu sáhnout chtěl, přičaroval místo ruky kraví nebo koňskou nohu. Když se dvořané na cosi dívali z okna, přičaroval jim Žito na hlavu široce rozvětvené jelení parohy, takže nemohli zpět do světnice. Žito se napřed dosyta najedl a napil a teprve pak jim parohy odčaroval.
Vyprávění o Žitovi zakončil Dubravius historkou o pekaři Míchalovi. Žito vyčaroval ze slaměných víchů třicet tlustých, vykrmených vepřů a prodal je lacino jmenovanému pekaři. Jen ho napomenul, aby je nikdy nepouštěl do vody. Pekař je však jednou do vody zahnal a vepři se změnili opět v slámu. Rozzuřený pekař utrhl Žitovi nohu, ale ten ho kvůli tomu ještě žaloval u soudu.
Nakonec však kouzelník Žito skončil špatně, přišel si pro něho zlý duch (cacodemon) a odnesl jej „s tělem i s duší“ (cum corpore et anima).

## Původ pověsti
Zdroje Dubraviovy zkazky o Žitovi jsou neznámé. O vyprávění očitých svědků se opírat nemohl, Dubravia dělí od doby krále Václava zhruba 150 let. Existence dnes neznámého písemného pramene je málo pravděpodobná, ostatní kronikáři (např. Hájek) o Žitovi nic nevědí. Kromě autorovy fantazie tak zbývá jen možnost, že použil nějaké čarodějnické historky, které kolovaly mezi lidmi. Tímto směrem ukazuje i skutečnost, že Dubravius na konci epizody o Žitovi a pekaři Michalovi uvádí, že Čechové mají přísloví: „Získal, co Michal na sviních.“
Profesor Urbánek upozornil na jednu pasáž v latinsky psané tzv. Kronice university pražské, což je kompilační dílo, které bylo sepsáno někdy po smrti Václava IV. V této kronice se uvádí, že v roce 1393 královský šašek (mimus) satiricky vystoupil proti prodeji odpustků; jméno šaška však není uvedeno. Královský šašek tehdy z návodu některých jiných osob, nepochybně milců královských, běhal v jakémsi podivném klobouku - snad na způsob tiary papežské - spolu s jinými společníky po kostelích, v nichž byly odpustky udíleny, a zpíval českou písničku: „Jahódky, jahódky, kterak ste ráno prokvetly!“. Smysl je asi tento: Podívejme se na kněze, jak se chovají, ti se vybarvili!
Urbánek tvrdí, že mohlo jít o Žita, a referuje o domněnce, dle níž byl prý Žito přívržencem Husovým, a proto z něho odpůrci udělali čaroděje. Urbánkovo ztotožnění šaška z roku 1393 se Žitem je možné, ale nikoli jisté, není dostatečně doloženo. Je však sotva náhoda, že právě král Václav IV., který proslul svými spory s církevními hodnostáři a dlouho chránil Husa a další kacíře, měl dle biskupa Dubravia na svém dvoře černokněžníka, jehož si nakonec odnesl ďábel.
Podle některých zpráv, ovšem velmi pozdních a nevěrohodných, prý Žito strávil poslední léta života na hradě Jevišovice.

## Další osudy pověsti o Žitovi
Dubraviova zpráva byla podkladem pro všechna pozdější zpracování zkazek o Žitovi. Latinsky psané dílo bylo dobře přístupné i cizím spisovatelům a čerpali z něho mnozí autoři v 16., 17. i 18. století. Některé kousky čaroděje Žita jsou připisovány také doktoru Faustovi, podobný je též konec jejich života. Profesor Krejčí o tom píše, že v době, kdy psal Dubravius své Dějiny, „už fragmenty faustovské pověsti kolovaly, nebyly však ještě soustředěny v jednotný celek. Některé historky se u obou kouzelníků opakují, nelze však bezpečně dokázat, že by Žito byl odvozen z Fausta, ani že shodné epizody přejala faustovská historie od kouzelníka českého. Shoda je spíš dokladem toho, jak faustovská látka se spontánně tvořila na podkladě řady podobných faktů, skutečných i smyšlených, až se soustředila kolem jedné reprezentativní postavy.“
Spisovatel Alois Jirásek zpracoval pověst o Žitovi dvakrát. Nejprve v prostřední části historické trilogie Mezi proudy, v románu „Syn Ohnivcův“ (1. vydání r. 1888 v časopise Světozor). V tomto románu autor hojně využil zkazek o Žitovi a rozpracoval je do řady příhod. Nechybí zde aspekt vlastenecký, když český čaroděj vítězí nad kejklíři německými, ale celkově je Žito vykreslen jako postava záporná. Nechává se totiž najmout panem z Rožmberka a pokusí se otrávit krále Václava IV. Pokus se zdaří jen částečně, král otravu přežije, ale jeho zdraví je narušeno. Žito pak končí ve vězení sebevraždou.
Nejznámější a dnes již klasické české zpracování pověsti o Žitovi vytvořil Alois Jirásek ve Starých pověstech českých (1. vydání v roce 1894). Kapitolu „Žito kouzelník“ zařadil do oddílu „O staré Praze“.
Jirásek začíná kapitolu vyprávěním o prvních letech panování krále Václava IV., které převzal jen s nepatrnými úpravami ze Starých letopisů českých. Tato část uvedených letopisů byla napsána v porevolučním utrakvistickém prostředí, asi někdy po roce 1440. Její autor, snad Matěj Louda, Václava IV. poněkud idealizuje, vidí v něm spravedlivého panovníka, lidového krále.
Pak Jirásek přechází k historkám o Žitovi. Vcelku se drží Dubraviovy verze, ale jednotlivé příhody domýšlí a rozvíjí. Zatímco Dubravius začíná své vyprávění vylíčením střetu Žita s kejklíři bavorskými, Jirásek zařadil tuto epizodu až na konec a podtrhl její vlastenecké vyznění.

## Kouzelník Žito v hudbě, divadle, filmu a populární kultuře
- Zítek (opera), 1869, nedokončená opera na libreto Karla Sabiny, králův čaroděj Zítek je ztotožňován s osobou známou z díla Aloise Jiráska jako kouzelník Žito
- Kouzelník Žito (1946), divadelní scénář, Jiří Brdečka
- Král a jeho Žito (1964), loutková hra o 12 obrazech, Jiří Brdečka
- Kouzelník Žito v pohádce Hurvínkova strašidýlka (1977), autoři: Miloš Kirschner a Pavel Grym, mluví František Filipovský
- Kouzelník Žito (píseň), hudba Daniel Fikejz, text Jan Schneider, zpívá Marta Kubišová, studiový orchestr Pavla Větrovce, studio dh Vyžlovka, únor–březen 2005
- Kouzelník Žito (večerníček), třináctidílný cyklus večerníčků z roku 1983, namluvil Eduard Cupák
- Kouzelník Žito 44, přezdívka, pod kterou se od 25. listopadu 2012 prezentuje Daniel Landa
- Kouzelník Žito (pohádka), 2018, režie Zdeněk Zelenka